# Liga Campionilor EHF Feminin 2012-2013 - Fazele eliminatorii
Fazele eliminatorii ale Ligii Campionilor EHF Feminin 2009-2010 s-au desfășurat între 10 aprilie și 15 mai 2010. 
Primele două echipe clasate în fiecare grupă principală au avansat în semifinale.

### Semifinalele
| Echipa #1                 | Total | Echipa #2         | Tur   | Retur |
| ------------------------- | ----- | ----------------- | ----- | ----- |
| CS Oltchim Râmnicu Vâlcea | 47-48 | Győri Audi ETO KC | 22-24 | 25-24 |
| RK Krim Ljubljana         | 41-51 | Larvik HK         | 22-24 | 19-27 |

### Meciul tur
| 6 aprilie 2013 15:15 | Larvik HK    | 22 – 24 | Krim Ljubljana | Arena Larvik, Larvik Asistență: 2.522 Arbitri: Brehmer, Skowronek |
| 6 aprilie 2013 15:15 | Hammerseng 6 | (9–16)  | Müller 8       | Arena Larvik, Larvik Asistență: 2.522 Arbitri: Brehmer, Skowronek |
| 6 aprilie 2013 15:15 | 4× 3×        | Raport  | 7× 3×          | Arena Larvik, Larvik Asistență: 2.522 Arbitri: Brehmer, Skowronek |

| 6 aprilie 2013 18:00 | CS Oltchim Rm. Vâlcea | 22 - 24 | Győri Audi ETO KC | Sala Polivalentă, București Asistență: 5.138 Arbitri: Geipel, Helbig |
| 6 aprilie 2013 18:00 | Bulatović 8           | (10–14) | Görbicz 8         | Sala Polivalentă, București Asistență: 5.138 Arbitri: Geipel, Helbig |
| 6 aprilie 2013 18:00 | 4× 3×                 | Raport  | 6× 3×             | Sala Polivalentă, București Asistență: 5.138 Arbitri: Geipel, Helbig |

### Meciul retur
| 11 aprilie 2013 19:00 | Győri Audi ETO KC | 24 - 25 | CS Oltchim Rm. Vâlcea | Veszprém Aréna, Veszprém Asistență: 5.019 Arbitri: Nikolić, Stojković |
| 11 aprilie 2013 19:00 | Heidi Løke 5      | (10-14) | Barbosa, Manea 5      | Veszprém Aréna, Veszprém Asistență: 5.019 Arbitri: Nikolić, Stojković |
| 11 aprilie 2013 19:00 | 4× 3×             | Raport  | 6× 3×                 | Veszprém Aréna, Veszprém Asistență: 5.019 Arbitri: Nikolić, Stojković |

| 13 aprilie 2013 20:30 | Krim Ljubljana | 19 - 27 | Larvik HK | Arena Stožice, Ljubljana Asistență: 5.000 Arbitri: Bonaventura, Bonaventura |
| 13 aprilie 2013 20:30 | Martín 4       | (9-13)  | Blanco 7  | Arena Stožice, Ljubljana Asistență: 5.000 Arbitri: Bonaventura, Bonaventura |
| 13 aprilie 2013 20:30 | 1× 3×          | Raport  | 2× 3×     | Arena Stožice, Ljubljana Asistență: 5.000 Arbitri: Bonaventura, Bonaventura |

### Finala
Pe 11 aprilie 2013, în urma unei trageri la sorți s-a decis ce echipă va juca în deplasare în meciul tur.
| Echipa #1 | Total | Echipa #2         | Tur   | Retur |
| --------- | ----- | ----------------- | ----- | ----- |
| Larvik HK | 44-46 | Győri Audi ETO KC | 21-24 | 23-22 |

### Meciul tur
| 5 mai 2013 16:45 | Larvik HK | 21 - 24 | Győri Audi ETO KC | Arena Larvik, Larvik Asistență: 4.115 Arbitri: Duță, Florescu |
| 5 mai 2013 16:45 | Blanco 5  | (13-12) | Görbicz 8         | Arena Larvik, Larvik Asistență: 4.115 Arbitri: Duță, Florescu |
| 5 mai 2013 16:45 | 1× 3×     | Raport  | 4× 3×             | Arena Larvik, Larvik Asistență: 4.115 Arbitri: Duță, Florescu |

### Meciul retur
| 11 mai 2013 | Győri Audi ETO KC | 23 - 22 | Larvik HK | Veszprém Aréna, Veszprém Asistență: 5.119 Arbitri: Gubica, Milošević |
| 11 mai 2013 | Løke, Radičević 5 | (13-8)  | Mørk      | Veszprém Aréna, Veszprém Asistență: 5.119 Arbitri: Gubica, Milošević |
| 11 mai 2013 | 2×                | Raport  | 4× 3×     | Veszprém Aréna, Veszprém Asistență: 5.119 Arbitri: Gubica, Milošević |